# Katschberg Straße
De Katschberg Straße B99 is een Bundesstraße in de Oostenrijkse deelstaten Karinthië en Salzburg.
De B99 verbindt Bischofshofen via Radstadt met Spittal an der Drau. De weg is 114 km lang.
Routebeschrijving
De B99 begint in Bischofshofen waar de B159 en passeert de toerit naar de A10. De weg loopt verder door Pöham, Hüttau, Niedernfritz waar de B166 aansluit waarna ze een toerit naar de A10 passeert en bij afrit Eben im Pongau de A10 kruist en verder loopt door Eben im Pongau waar de B320 aansluit en er een samenloop is tot in  Radstadt, waar onderweg de B163 op aansluit. De weg loopt verder door Obertauern, Tweng waar de B95 aansluit. De B99 loopt door Mauterndorf waar de B96 aansluit en er een samenloop is tot in Sankt Michael im Lungau, waar de B96 weer afsplitst. De B99 loopt verder over de Katschbergpas, waarna ze de deelstaatgrens met Karinthië bereikt.
Karinthië
De B99 kruist bij afrit Rennweg de A10 loopt door Rennweg am Katschberg, Gmünd in Kärnten, Trebesing en Seeboden am Millstätter See waar de B98 aansluit. Waarna de B99 in het noorden van Spittal an der Drau eindigt op een kruising met de B100
Geschiedenis
Tussen 1519 en 1530 werd het eerste karrenspoor over de Radstädter Tauern aangelegd. Over deze weg werd het grootste van het handelsverkeer tussen Salzburg en Venetië afgewikkeld. Tussen 1749 en 1753 werd dit karrenspoor omgebouwd tot een breed pad.
De Kärntner Straße (in Salzburg) en Salzburger Straße (in Karinthië) behoort tot de voormalige Reichsstraßen, die in 1921 hernoemd werden naar Bundesstraßen.
Tot 1938 werd deze Bundesstraße B62 genoemd. Na de Anschluss werd ze tot 1945 een onderdeel van de Reichsstraße 333
Vanwege de stijgingspercentages tot 18 % werd de Katschberg vroeger gevreesd door automobilisten. In de zomermaanden stonden er op de flanken van de Katschberg veel auto's met kokende motoren. Tussen 1956 en 1958 werd de Katschbergpas sterk gemoderniseerd en tevens geasfalteerd. De Katschberg wordt met een gemiddeld stijgingspercentage van 12,3% over 5 km op de noordelijke helling, 11,9% gedurende 3 km op de zuidelijke en een maximaal stijgingspercentage van 15% op beide hellingen. Vooral vanwege de hoogte van de pas. De pas wordt zeker nog gevreesd vanwege de smalle bochten.

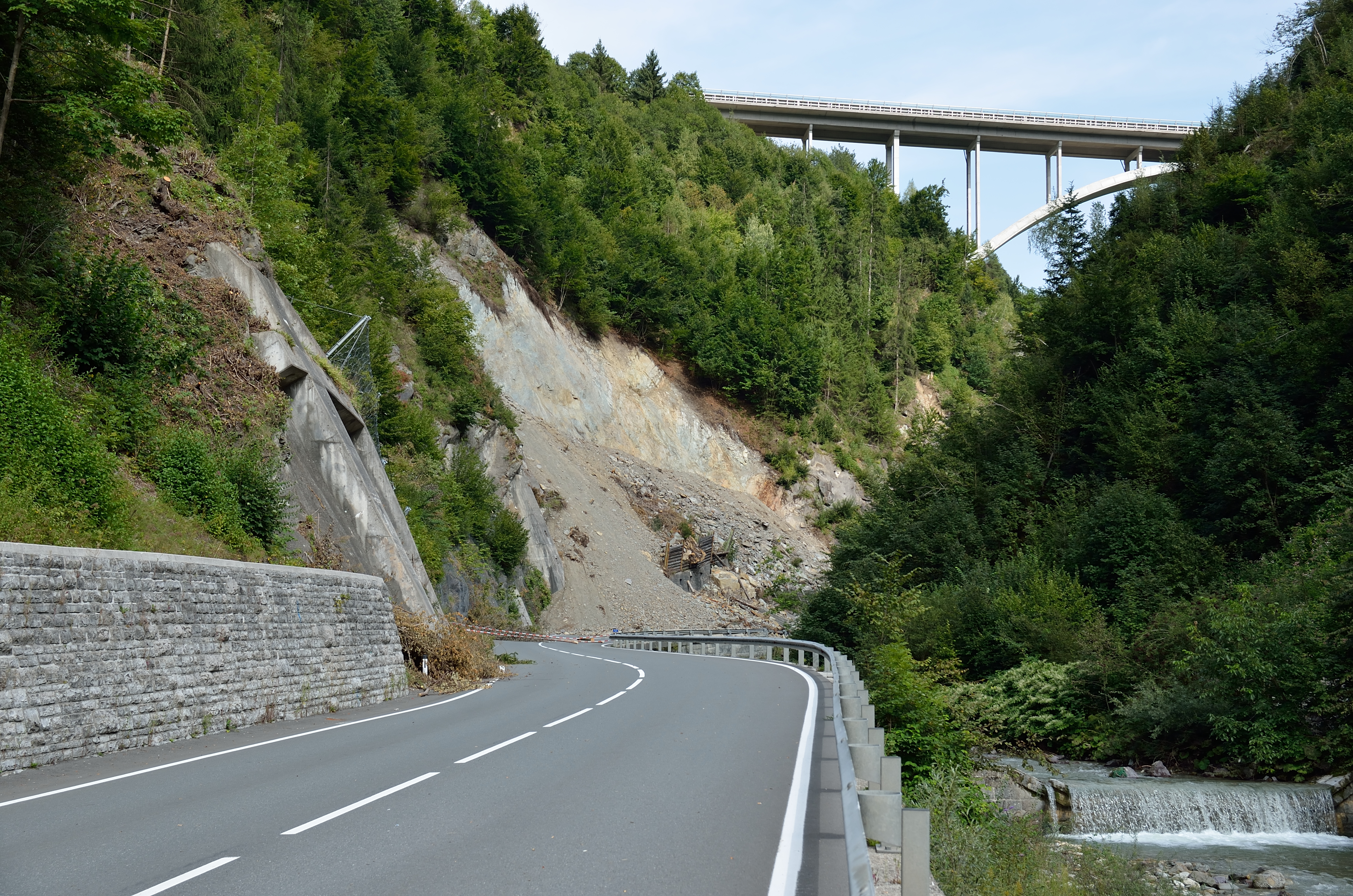
De weg twee weken na de rotslawine

Op 12 augustus 2017 rond 22:30 uur kwam er bij een 45 jaar oude lawine-keerwand tussen Kreuzbergmaut en Pöham een puinlawine van 5000 m³ op de weg terecht. De weg was over een lengte van ongeveer 50 meter bedolven onder het puin. Om nog loshangend gesteente te verwijderen en de weg schoon te maken dacht men dat de weg zeker twee weken afgesloten zou zijn. De Tauernautobahn A10 en de ÖBB-spoorlijnen door het Fritztal hadden niet te lijden onder deze puinlawine.

## Foto's van het Karintische gedeelte

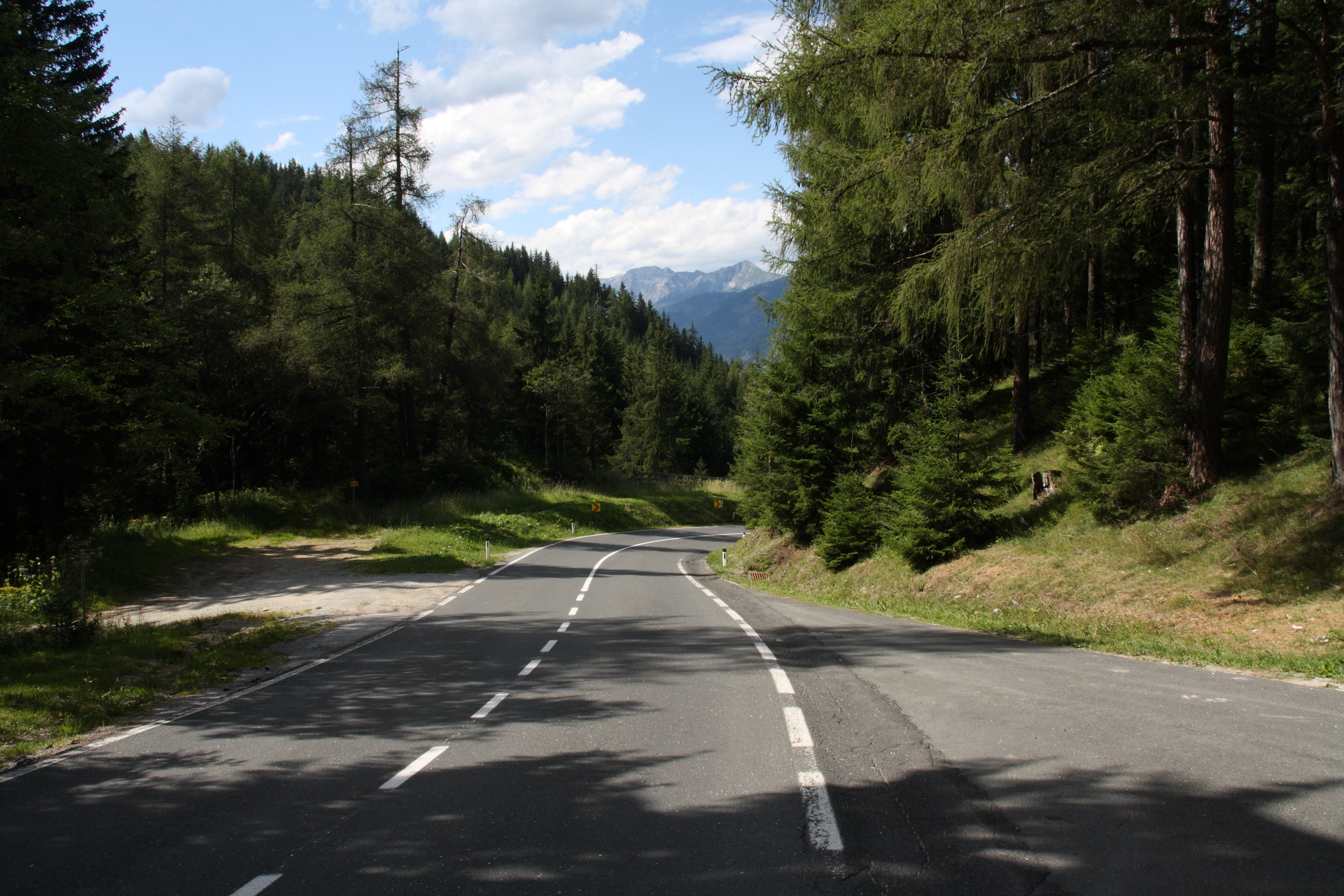
weg ten noorden van de Katschberghöhe
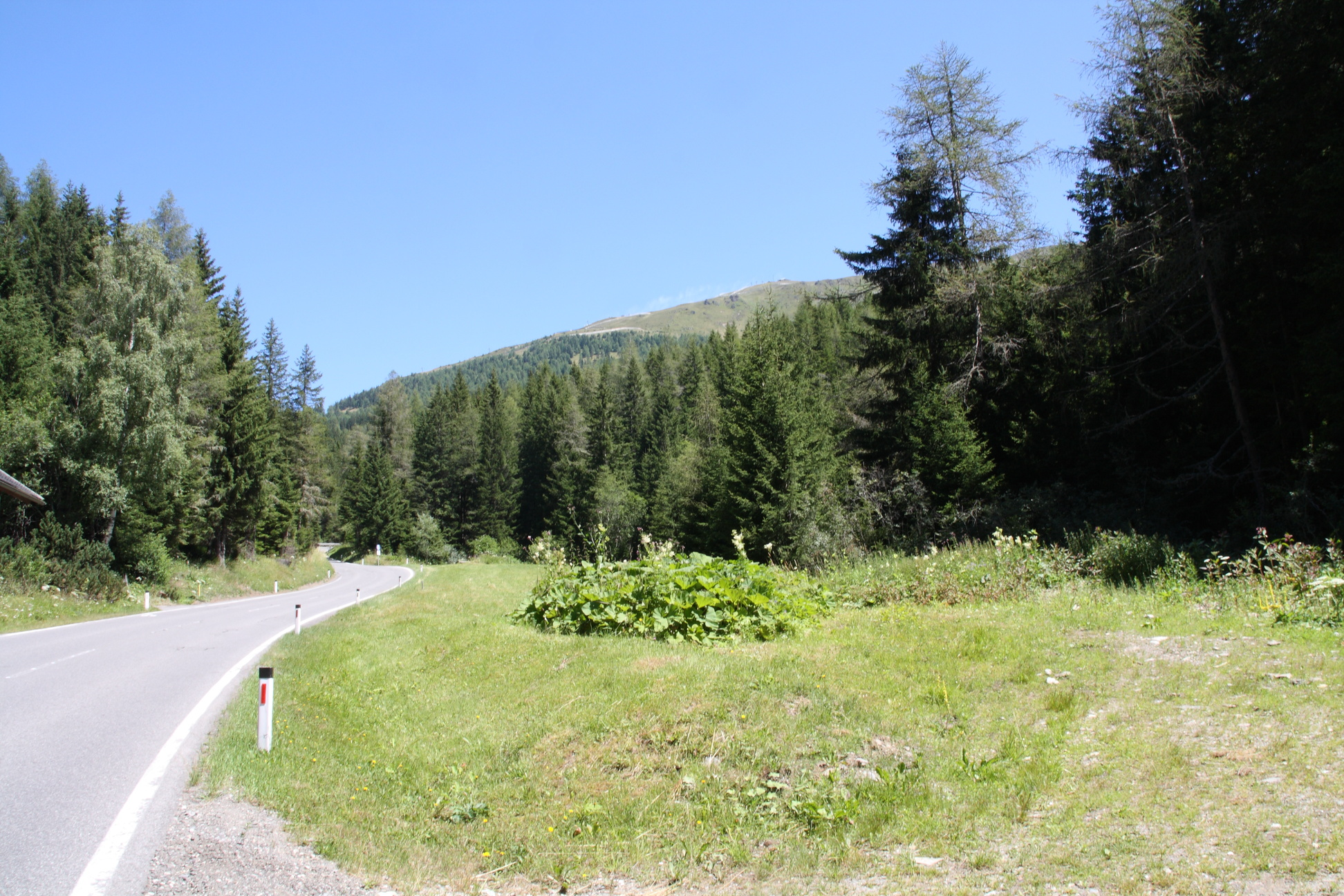
weg ten zuiden van de Katschberghöhe
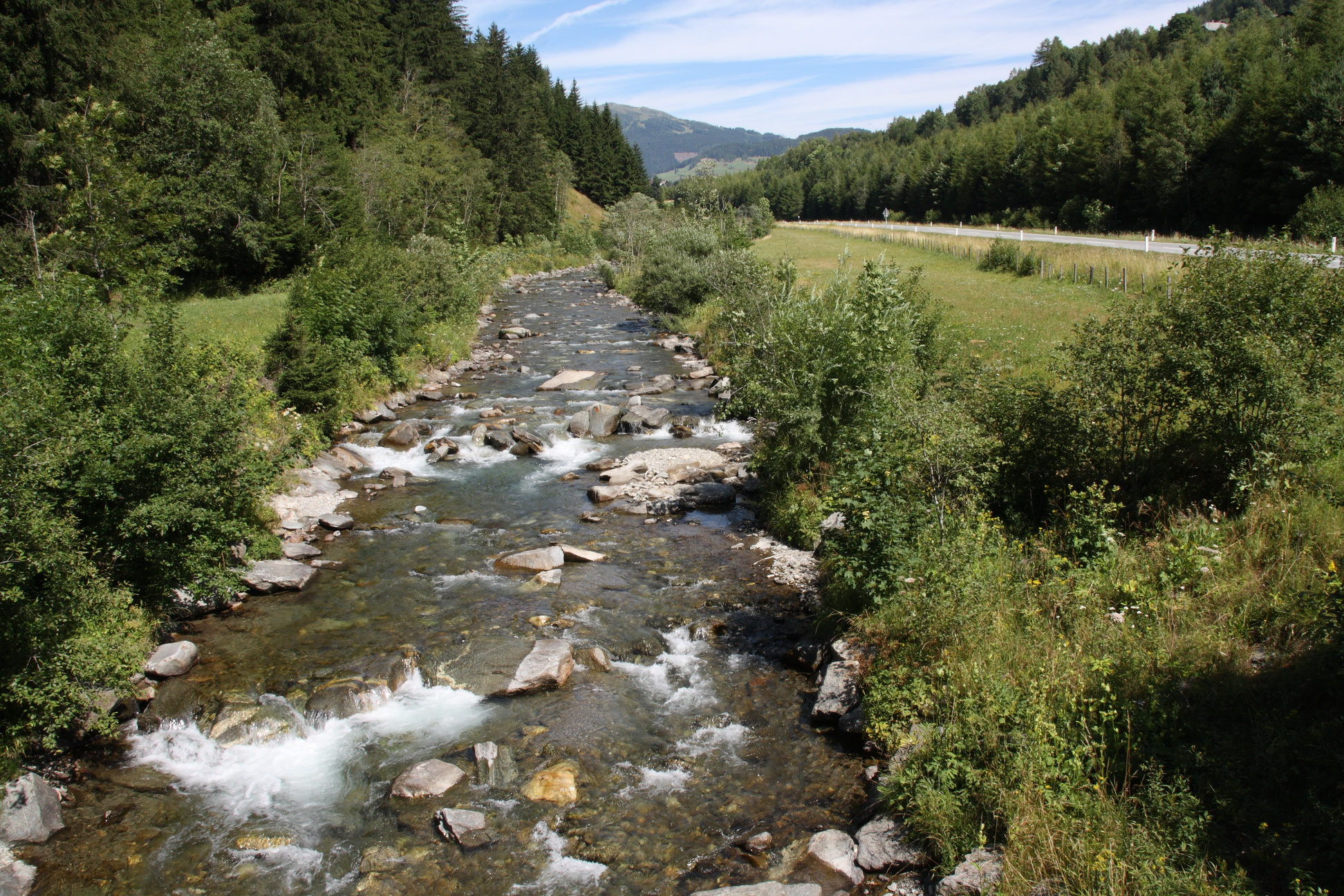
de weg langs de Lieser ten zuiden van Rennweg am Katschberg
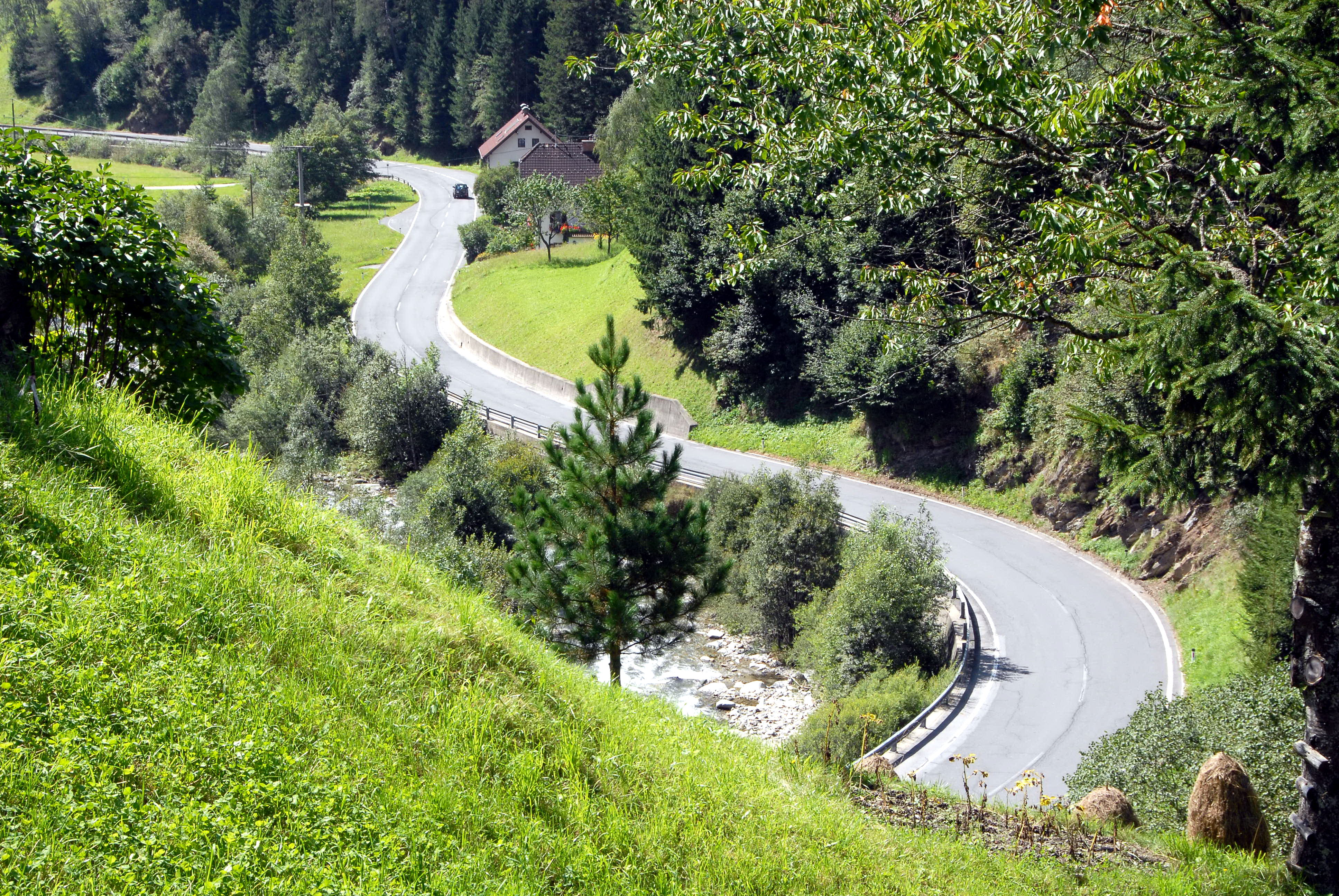
weg in het Karinthische Liesertal nabij St. Nikolai in de gemeente Krems

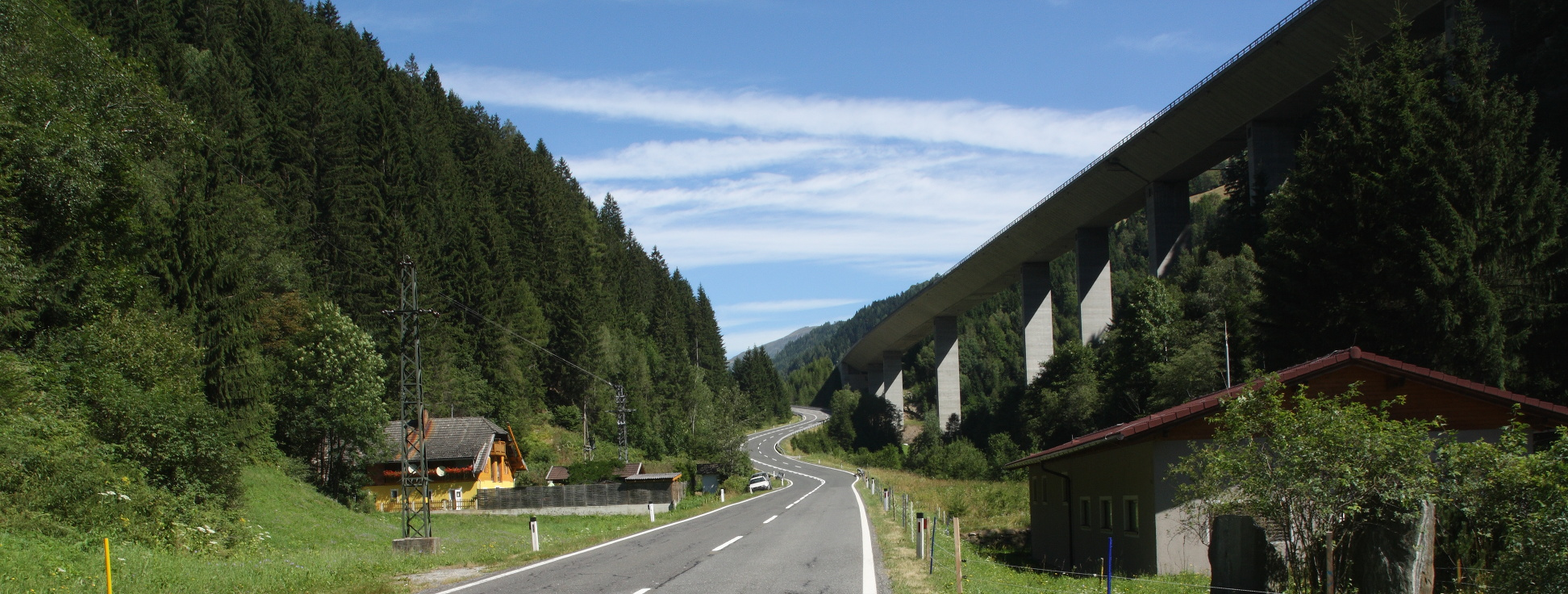
Straße im Kärntner Liesertal ten noorden van Eisentratten, rechts op de foto de A10 „Tauern Autobahn“

## Weblinks
- Land Salzburg Fahrverbot
- Salzburg Wiki Steigungen

B1 · 
B2 · 
B3 · 
B4 · 
B5 · 
B6 · 
B7 · 
B8 · 
B9 · 
B10 · 
B11 · 
B12 · 
B13 · 
B14 · 
B15 · 
B16 · 
B17 · 
B18 · 
B19 · 
B20 ·  
B21 · 
B22 · 
B23 · 
B24 · 
B25 · 
B26 · 
B27 · 
B28 · 
B29 · 
B30 · 
B31 · 
B32 · 
B33 · 
B34 · 
B35 · 
B36 · 
B37 · 
B38 · 
B39 · 
B40 · 
B41 · 
B42 · 
B43 · 
B44 · 
B45 · 
B46 · 
B47 · 
B48 · 
B49 · 
B50 · 
B51 · 
B52 · 
B53 · 
B54 · 
B55 · 
B56 · 
B57 · 
B58 · 
B59 · 
B60 · 
B61 · 
B62 · 
B63 · 
B64 · 
B65 · 
B66 · 
B67 · 
B68 · 
B69 · 
B70 · 
B71 · 
B72 · 
B73 · 
B74 · 
B75 · 
B76 · 
B77 · 
B78 · 
B79 · 
B80 · 
B81 · 
B82 · 
B83 · 
B84 · 
B85 · 
B86 · 
B87 · 
B88 · 
B89 · 
B90 · 
B91 · 
B92 · 
B93 · 
B94 · 
B95 · 
B96 · 
B97 · 
B98 · 
B99 · 
B100 · 
B105 · 
B106 · 
B107 · 
B108 · 
B109 · 
B110 · 
B111 · 
B113 · 
B114 · 
B115 · 
B116 · 
B117 · 
B119 · 
B120 · 
B121 · 
B122 · 
B123 · 
B124 · 
B125 · 
B126 · 
B127 · 
B129 · 
B130 · 
B131 · 
B132 · 
B133 · 
B134 · 
B135 · 
B136 · 
B137 · 
B138 · 
B139 · 
B140 · 
B141 · 
B142 · 
B143 · 
B144 · 
B145 · 
B146 · 
B147 · 
B148 · 
B149 · 
B150 · 
B151 · 
B152 · 
B153 · 
B154 · 
B155 · 
B156 · 
B158 · 
B159 · 
B160 · 
B161 · 
B162 · 
B163 · 
B164 · 
B165 · 
B166 · 
B167 · 
B168 · 
B169 · 
B170 · 
B171 · 
B172 · 
B173 · 
B174 · 
B175 · 
B176 · 
B177 · 
B178 · 
B179 · 
B180 · 
B181 · 
B182 · 
B183 · 
B184 · 
B185 · 
B186 · 
B187 · 
B188 · 
B189 · 
B190 · 
B191 · 
B192 · 
B193 · 
B197 · 
B198 · 
B199 · 
B200 · 
B201 · 
B202 · 
B203 · 
B204 · 
B205 · 
B209 · 
B210 · 
B211 · 
B212 · 
B213 · 
B214 · 
B215 · 
B216 · 
B217 · 
B218 · 
B219 · 
B220 · 
B221 · 
B222 · 
B223 · 
B224 · 
B225 · 
B226 · 
B227 · 
B228 · 
B229 · 
B230 · 
B303 · 
B305 · 
B309 · 
B310 · 
B311 · 
B316 · 
B317 · 
B319 · 
B320